# Epik High
Epik High (em coreano: 에픽하이) é um grupo musical sul-coreano de hip hop indie de Seul, fundado em 2003 pela Woollim Entertainment. Composto por Tablo, Mithra Jin e DJ Tukutz, o grupo é conhecido por combinar diferentes estilos de hip hop, além de outros gêneros musicais e colaborações em cada álbum. O trio fez um hiato nas apresentações em 2009 devido à convocação para o serviço militar de DJ Tukutz. Em 25 de julho de 2012, a YG Entertainment anunciou a assinatura de contrato com Jin e Tukutz (Tablo já havia assinado, já que fez um álbum solo com a YG), e então retornaram com seu sétimo álbum de estúdio, 99, em 23 de outubro de 2012.

## História

### 2003-2005: Primeiros Dias
Epik High era relativamente desconhecido no início de sua carreira devido à falta de popularidade do hip-hop na Coreia. Eles estavam performando com outros grupos como "CB Mass" para ganhar popularidade na cena hip-hop underground. Eles também se tornaram membros do "Movimento Crew", um dos maiores grupos de hip-hop da Coreia do Sul. Seu álbum de estreia,  Map of the Human Soul foi lançado em 2003. No entanto o sucesso só começou com o lançamento de seu segundo álbum, intitulado High Society.

### 2005-2007:Swan Songs
O 3º álbum do Epik High, Swan Songs, foi originalmente planejado para ser o último álbum do Epik High após o fraco desempenho dos seus 2 primeiros álbuns. No entanto, o álbum se tornou um sucesso na cena musical coreana, fazendo o Epik High um dos grupos de hip-hop mais populares na Coreia. "Fly", a canção-título e "Paris" (feat. Jisun do Loveholic) se tornaram hits na Coreia, alcançando o número um em muitos canais de música coreana, bem como nas paradas de música online. "Fly" também foi escolhida para os jogos de vídeo FIFA 07 e Pump It Up.
O álbum mais tarde foi relançado como Black Swan Songs, e incluiu remixes de várias canções de sucesso.

### 2007:Remapping the Human Soul

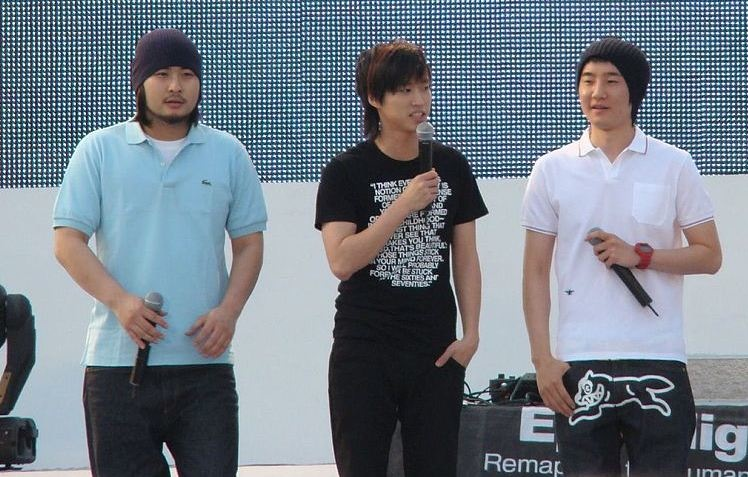
Epik High em 2007.

Seu quarto álbum, Remapping the Human Soul, foi lançado em 23 de janeiro de 2007. As canções título, "Fan", e "Love Love Love" tornaram-se grandes sucessos em 2007. Remapping the Human Soul, era conhecido por ser muito mais pesado e continha conteúdo mais maduro do que os álbuns anteriores.
Originalmente, o álbum foi previsto para ser lançado em outubro de 2006, mas a data foi adiada. O álbum vendeu quase 90.000 cópias em seu primeiro mês e alcançou para o Epik High o número um local para melhor artista. Ele passou a vender um total de 130.000 cópias. O grupo foi escolhido como o melhor artista do mês. O grupo decidiu ir em direção a um "não gênero, apenas música" estilo para seu quarto álbum. Várias músicas do quarto álbum foram proibidas e sujeitas a censura de vários canais devido a questões relacionadas com crimes sexuais, guerra, educação e religião, o Ministério da Cultura e do Turismo tentou proibir Remapping the Human Soul de tocar nas rádios como afirmou Tablo em entrevista ao The Korea Times. Com a canção-título "Fan", o álbum se tornou o número um em vendas. Além disso, a fama do Epik High aumentou no Japão com a música "Flow", que apresenta Emi Hinouchi. Eles lançaram uma amostra do CD no Japão. Houve ofertas para refazer "Fly", bem como "Paris". O álbum vendeu 120,301 cópias durante o ano, tornando-se o terceiro álbum mais vendido de 2007 na Coreia do Sul.

### 2008: Sucesso precoce dePieces Part Onee o primeiro mini-álbumLovescream
Mais de 50.000 cópias do quinto álbum de estúdio intitulado, Pieces, Part One foram pré-ordenadas. O primeiro single do álbum e videoclipe foi "One", que apresenta Jisun do Loveholic e a atriz coreana Jung Ryeo-won. Pouco depois de "One", videoclipes para "Breakdown" e "Umbrella" foram criados. Depois do sucesso de Pieces, Part One, o Epik High lançou um mini-álbum, intitulado Lovescream. Este sendo o seu primeiro mini-álbum desde sua estreia em 2003. Ele foi lançado em 30 de setembro de 2008. Teasers foram colocados no site do Epik High, que ganhou atenção porque foram colocadas imagens abstratas, gráficos animados,etc. O mini-álbum alcançou um enorme sucesso e a faixa-título "1 Minute 1 Second" liderou as paradas de música online.

### 2009:Map the Soul
No início de 2009, o Epik High se separou da sua antiga gravadora Woollim Entertainment, e fundou Map The Soul, uma gravadora independente que consistia em Epik High, MYK, Planet Shiver e Dok2.
O sétimo trabalho do Epik High, um álbum-livro intitulado 魂: Map the Soul, foi lançado em 27 de março de 2009. Completamente independente de qualquer grande gravadora, o álbum-livro foi distribuído exclusivamente no site do Epik High. Eles gravaram o álbum com a ajuda de outros artistas, como MYK, Kero One e DG Beatbox. Tablo declarou especificamente que 魂: Map the Soul não é o sexto álbum oficial do Epik High, mas sim um projeto especial. Em 19 de maio de 2009, o Epik High lançou duas versões em todo o mundo e coreana do vídeo da música para "Map the Soul". Para comemorar seu primeiro lançamento sob o seu selo independente e para interagir com os fãs,o Epik High excursionou no Japão e performou no Melon Ax em Seul, na Coreia, com Kero One & MYK. Pouco depois, o grupo percorreu várias cidades dos EUA (Nova York, Los Angeles, San Francisco e Seattle), juntamente com Dumbfoundead, Kero One, MYK e Far East Movement em maio 2009.
Em 22 de julho de 2009, o Epik High e do grupo eletrônico, Planeta Shiver, uniram forças e lançaram um álbum com re-gravadas, remixadas e remasterizadas versões das canções de sucesso do passado do Epik High, intitulado Remixing The Human Soul.
Em 14 de agosto de 2009, Tablo revelou em seu blog que eles estavam trabalhando em um novo álbum chamado "(e)". Em seguida, em 16 de setembro de 2009, o sexto álbum, "(e)", foi lançado. Este álbum contém 30 faixas em 2CDs e um mini-livro de 74 páginas, que tem entrevistas de cada membro, bem como fotos. A turnê coreana começou em 19 de setembro, logo após o lançamento do álbum. O primeiro single de "(e)" era "따라 해 (Wannabe)", que apresenta Mellow, e é uma canção eletrônico-pop que critica as tendências atuais de K-pop. Um vídeo musical foi divulgado para os singles "Trot" e "High Technology" pouco depois. Em 6 de dezembro de 2009, um vídeo musical com cenas do filme "No Mercy" foi lançado com a faixa "Slow Motion".

### 2010-2012:Epiloguee serviço militar
Em 15 de outubro de 2009, DJ Tukutz alistou-se para o serviço militar obrigatório de dois anos, e foi dispensado em 7 de Agosto de 2011.
Em 9 de março de 2010, o álbum Epilogue foi lançado. O Epik High tinha criado seu novo álbum com sua nova música "Run", representando a sua nova direção artística. O vídeo da música "Run" com participação do Infinite's L como o personagem principal, Sunggyu como o guitarrista, Woohyun como o baixista, e Sungjong como o tecladista antes de sua estreia oficial.  Este novo álbum continha menos músicas do que o anterior, mas foi dedicado a todos os seus fãs e eles agradeceram a todos por todo o seu apoio, enquanto eles esperavam DJ Tukutz terminar seu serviço militar.
Em 3 de agosto de 2010, Mithra Jin também se alistou para o serviço militar obrigatório, ele entrou para a reserva 102 em Chuncheon, e em seguida, serviu como soldado de infantaria, um membro da banda militar e um soldado GOP, e, finalmente, na Agência Mídia Defesa ( DEMA). Ele foi dispensado pelo Ministério da Defesa em Yongsan-gu, Seul, em 14 de maio de 2012.
Em 27 de setembro foi anunciado que Tablo faria seu retorno em 01 de novembro com seu primeiro álbum solo. Embora Tablo tivesse assinado um contrato exclusivo de 4 anos com a YG Entertainment, ele declarou que o Epik High não tinha se dissolvido.

### 2012: YG Entertainment e99
Em 2012, foi revelado que DJ Tukutz & Mithra Jin já não possuaim mais contrato com a Woollim Entertainment. Em Junho/Julho várias sugestões foram dadas para uma possível volta do Epik High no segundo semestre do ano, como o tweet do YG Stock Report, de um designer de moda que disse estar fazendo os figurinos para o retorno do Epik High sob o selo da YG, e um tweet de Jerry K para Tablo que disse que ele estava antecipando o novo álbum Epik High. Em 26 de setembro de 2012, a YG postou uma imagem do teaser sugerindo que o Epik High faria seu retorno em outubro, após um hiato de três anos como um grupo.
Em 8 de outubro, o grupo lançou sua primeira canção em cerca de três anos, intitulado "It's Cold" com a participação da artista K-Pop Lee Ha Yi. Em 19 de outubro de 2012, a YG Entertainment e o Epik High lançaram dois novos clipes para as músicas "Up (ft. Park Bom de 2NE1)" e "Don't Hate Me.".
O Epik High lançou seu sétimo álbum intitulado 99  em 19 de Outubro (em formatos digitais) e 23 de Outubro (em formato físico - CD). O CD tem duas faixas extras não encontrados na versão digital.
Em 30 de dezembro de 2012, durante a "SBS Gayo Daejun" eles se juntaram ao Dynamic Duo e Simon D para performar "Cypher 2012", um remix de faixas de hip-hop populares do ano.

### 2013 - Presente: 10º aniversário,Shoebox,We've Done Something WonderfuleSleepless in __________.

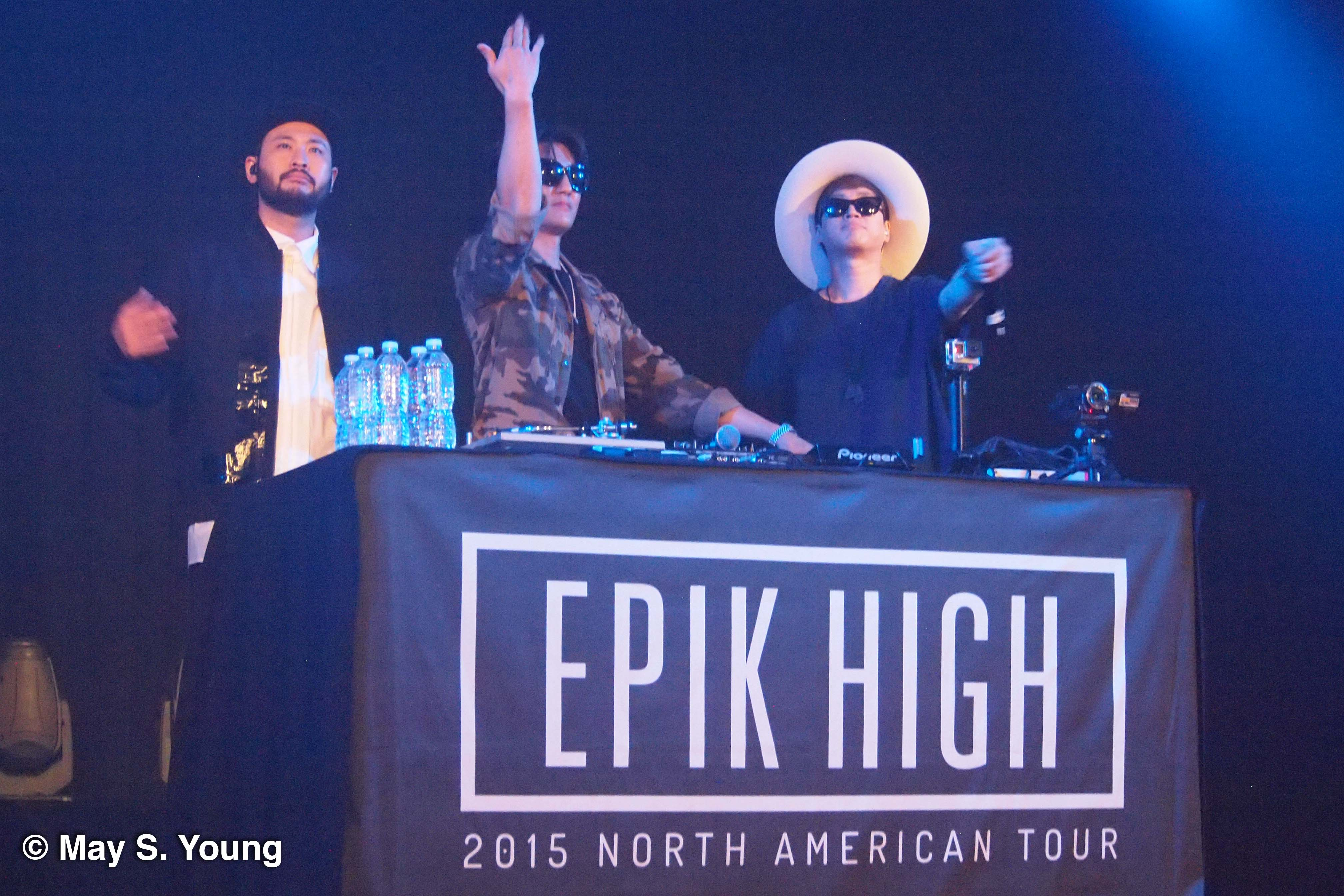
Epik High em 2015.

Em 23 de Outubro de 2013,o Epik High lançou o single "420" para celebrar o seu 10º aniversário. A música também contou com participação dos rappers Double K, Yankie, Dok2, Sean2Slow, Dumbfoundead, TopBob,e MYK.
O grupo lançou o single "With You" em 18 de maio de 2014. A canção foi uma regravação da música "Fool" de seu álbum anterior, Epilogue, com  uma colaboração entre Epik High e a cantora chinesa, Bibi Zhou. As partes melódicas originalmente cantados em coreano por Bumkey foram substituídos com os vocais de Zhou e novas letras em inglês.
Em 12 de outubro,a YG Entertainment anunciou o próximo comeback do Epik High com o seu oitavo álbum de estúdio, Shoebox. Em 18 de outubro, o trio revelou um M/V para a sua faixa de pré-lançamento "Born Hater" (que foi classificado +19) com a participação de vários rappers. Originalmente planejado para ser lançado no dia 17, o lançamento do M/V foi atrasado em relação à tragédia no Pangyo Techno Valley Festival.
Em 23 de Outubro de 2017, o gupo lançou o nono album de estúdio: We've Done Something Wonderful.

## Membros
| Nome Artístico | Nome Artístico | Nome de nascimento | Nome de nascimento | Data de nascimento    | Fandom          |
| -------------- | -------------- | ------------------ | ------------------ | --------------------- | --------------- |
| Romanizado     | Hangul         | Romanizado         | Hangul             | 22 de julho de 1980   | Nome:High Skool |
| Tablo          | 타블로         | Lee Seon-woong     | 이선웅             | 22 de julho de 1980   | Nome:High Skool |
| DJ Tukutz      | DJ 투컷        | Kim Jeong-sik      | 김정식             | 19 de outubro de 1981 | Cor: Preto      |
| Mithra Jin     | 미쓰라 眞      | Choi Jin           | 최진               | 6 de janeiro de 1983  | Cor: Preto      |

## Discografia

### Álbuns de estúdio
- Map of the Human Soul (2003)
- High Society (2004)
- Swan Songs (2005)
- Remapping the Human Soul (2007)
- Pieces, Part One (2008)
- (e) (2009)
- 99 (2012)
- Shoebox (2014)
- We’ve Done Something Wonderful (2017)

## Prêmios e indicações
Epik High já recebeu um total de 16 prêmios de 26 indicações em premiações sul-coreanas e tem 15 vitórias em programas musicais como Inkigayo, Show! Music Core e M Countdown.